# Palaeagapetus ovatus
Palaeagapetus ovatus is een schietmot uit de familie Ptilocolepidae. De soort komt voor in het Palearctisch gebied.